# Holmberg de Beckfelt
Holmberg de Beckfelt is een Nederlandse, van oorsprong Zweedse familie waarvan een lid in 1838 werd ingelijfd in de Nederlandse adel.

## Geschiedenis
De stamreeks begint met Nils Kråk die omstreeks 1520 is geboren, een koopman in het Zweedse Kalmar. Zijn kleinzoon Nils Kråk (1594-1670) was burgemeester van Kalmar. Een zoon van de laatste, Peter Kråk (ca. 1620-1681), was burgemeester van Stockholm en nam de naam Kyronius aan. Een kleinzoon van Peter Kråk trouwde in 1727 met Elisabet Holmberg (1710-1785); hun zoon Niclas Kyronius (1742-1818) werd opgevoed bij zijn oom Anders Holmberg en werd onder de naam Holmberg de Beckfelt in 1789 verheven in de Zweedse adel. Een zoon van de laatste werd in 1838 ingelijfd in de Nederlandse adel waardoor hij en diens nakomelingen het predicaat van jonkheer en jonkvrouw mochten gaan voeren. Het adellijke geslacht stierf in 1969 uit.

## Enkele telgen
Nils Kråk (1594-1670), burgemeester van Kalmar
- Peter Kråk (ca. 1620-1681), burgemeester van Stockholm, nam de naam Kyronius aan
  - Nils Kyronius (1664-1743), predikant; trouwde in 1695 met Ingrid Catharina Beckerfelt (†1726)
    - Nils Kyronius (ca. 1698-na 1748), burgemeester van Uppsala; trouwde in 1727 met Maria Elisabet Holmberg (1710-1785)
      - Niclas Kyronius (1742-1818), trad in 1759 in dienst van de VOC, burgemeester van Culemborg (1804-1809), in 1789 verheven in de Zweedse adel onder de naam Holmberg de Beckfelt
        - Petronella Gerhardina Johanna Holmberg de Beckfelt (1789-1836); trouwde in 1803 met Jan Hendrik Kulenkamp Lemmers (†1828)
          - Petronella Gerardina Johanna Kulenkamp Lemmers (1823-1872); trouwde in 1843 met Henry William Leonard Couperus (1814-1872), majoor, oom van de schrijver Louis Couperus (1863-1923)

        - Geertruida Jacoba Eduardina Holmberg de Beckfelt (1794-1872); trouwde in 1822 met dr. Johannes van Rees (1794-1829), arts te Culemborg
          - Otto van Rees (1823-1892), onder andere gouverneur-generaal van Nederlands-Indië en minister van Koloniën

        - jhr. Otto Carel Holmberg de Beckfelt (1796-1857), ritmeester cavalerie O.-I. leger, assistent-resident van Kendal, resident van Pekalongan, Rembang en de Preangerregentschappen; in 1838 ingelijfd in de Nederlandse adel
          - jkvr. Clara Henriette Nicoline Holmberg de Beckfelt (1820-1891); trouwde in 1840 met jhr. Ludolph van Bronkhorst (1813-1885), kolonel titulair, particulier secretaris van de Prins van Oranje, intendant van het Loo
          - jkvr. Josine Antoinette Johanna Elisabeth Holmberg de Beckfelt (1821-1880); trouwde in 1844 met Jacobus Gerhardus Arnoldus Gallois (1811-1872), kapitein artillerie, resident op Java, administrateur der koninklijke domeinen, ridder Militaire Willems-Orde
          - jkvr. Anna Marciane Catharina Holmberg de Beckfelt (1823-1905); trouwde in 1844 met Hubertus Paulus Hoevenaar, heer van Geldrop (1814-1886)
          - jhr. Nicolaas Anthony Holmberg de Beckfelt (1828-1886), kapitein-ter-zee, kamerheer i.b.d., adjudant van Prins Hendrik
            - jhr. Otto Theodoor Ludolph Holmberg de Beckfelt (1869-1919), luitenant-ter-zee
              - jhr. Eric Otto Holmberg de Beckfelt (1903-1969), luitenant-kolonel, Officier in de Orde van Oranje-Nassau (met de zwaarden), laatste van het Nederlandse adellijke geslacht

            - jkvr. Louise Elisabeth Hermine Holmberg de Beckfelt (1880-1952); trouwde in 1908 met Schelto baron van Heemstra (1875-1935), kapitein infanterie, ordonnansofficier van koningin Wilhelmina, secretaris der Koninklijke Nederlandse Roei- en Zeilvereeniging